# Тесля, Григорий Александрович
Григорий Александрович Тесля (8 марта 1934, Джелтулак — 8 августа 1989, Арсентьевка) — передовик советской угольной промышленности, бригадир машинистов экскаватора разреза «Северо-Восточный» производственного объединения «Дальвостуголь» Министерства угольной промышленности СССР, Бурятская АССР, полный кавалер Ордена Трудовой Славы (1986).

## Биография
Родился 8 марта 1934 года в посёлке Джелтулак, ныне Тындинского района Амурской области в семье рабочего. Завершил обучение в неполной средней школе. В 1950 году поступил на учёбу в ПТУ № 11 города Райчихинск Амурской области. Завершив обучение, трудоустроился помощником машиниста экскаватора разреза «Северо-Восточный» производственного объединения «Дальвостуголь». Проходил срочную военную службу на Тихоокеанском флоте.
После демобилизации из рядов Советской Армии, окончил обучение на курсах машинистов шагающих экскаваторов широкого профиля. Через два года был назначен бригадиром машинистов экскаватора разреза «Северо-Восточный» ПО «Дальвостуголь» Минуглепрома СССР. На вечернем обучение окончил горный техникум. В 1967 экипаж под его руководством был отмечен всесоюзным рекордом — переместил в отвалы 3,1 миллиона кубометров горной массы. В 1971 году прошёл обучение на новый смонтированный экскаватор емкостью ковша 15 кубометров и длиной стрелы 90 метров. Новая бригада Григория Александровича быстро освоила машину и вскоре стала одной из передовых.
Указом Президиума Верховного Совета СССР от 21 апреля 1975 года был награждён орденом Трудовой Славы III степени.
Указом Президиума Верховного Совета СССР от 2 марта 1981 года был награждён орденом Трудовой Славы II степени.
Указом Президиума Верховного Совета СССР от 29 апреля 1986 года за успехи, достигнутые в выполнении заданий 11-й пятилетки и социалистических обязательств Григорий Александрович Тесля был награждён орденом Трудовой Славы I степени. Стал полным кавалером Ордена Трудовой Славы.
Проживал в селе Арсентьевка Михайловского района Амурской области. Умер 8 августа 1989 года.

## Награды и звания
- Орден Трудовой Славы — I степени (29.04.1986);
- Орден Трудовой Славы — II степени (02.03.1981);
- Орден Трудовой Славы — III степени (21.04.1975);
- Заслуженный шахтёр РСФСР;
- Знак Шахтерская слава III степени.